# Cautires campestris
Cautires campestris – gatunek chrząszcza z rodziny karmazynkowatych i podrodziny Lycinae.
Gatunek ten opisany został po raz pierwszy w 2016 roku przez Alice Jiruskovą, Michala Motykę i Ladislava Bocáka z Uniwersytetu Palackiego na łamach European Journal of Taxonomy. Opisu dokonano na podstawie dwóch okazów odłowionych w 2013 roku. Jako miejsce typowe wskazano drogę z Tapah do Ringlet w stanie Perak. 
Chrząszcz o smukłym ciele długości około 6,5 mm. Ubarwiony jest czarno z rudym owłosieniem w nasadowych ⅓ długości pierwszorzędowych i drugorzędowych żeberek na pokrywach. Mała głowa zaopatrzona jest w blaszkowate czułki o bardzo długich blaszkach wychodzących z nasadowych części członów oraz w przeciętnie duże, półkuliste oczy złożone o średnicach wynoszących 1,14 ich rozstawu. Przedplecze ma około 1 mm długości, 1,55 mm szerokości, tępe kąty przednie, wklęsłe i wyniesione krawędzie boczne oraz zaokrąglone i wystające kąty tylne. Listewki dzielą jego powierzchnię na siedem komórek (areoli), z których środkowa jest kompletna, odgraniczona ostrymi listewkami i przylega do tylnego brzegu przedplecza. Pokrywy mają równoległe boki i powierzchnię podzieloną dobrze rozwiniętymi żeberkami podłużnymi pierwszorzędowymi, słabo rozwiniętymi żeberkami drugorzędowymi oraz gęsto rozmieszczonymi żeberkami poprzecznymi na komórki (areole). Genitalia samca cechują się przeciętnie grubym, najszerszym pośrodku prąciem o tępym szczycie.
Owad orientalny, endemiczny dla Malezji, znany ze stanów Perak i Kelantan. Występuje na nizinach. Spotykany był na wysokościach 350 do 780 m n.p.m.